# Демидово (Смоленский район)
Демидово — деревня в Смоленском районе Смоленской области России. Входит в состав Пионерского сельского поселения. Население — 4 жителя (2010 год). 
Расположена в западной части области в 16 км к юго-западу от Смоленска, в 16 км южнее автодороги А141 Орёл — Витебск, на берегу реки Тростянка. В 20 км севернее деревни расположена железнодорожная станция Дачная-2 на линии Смоленск — Витебск.

## История
В годы Великой Отечественной войны деревня была оккупирована гитлеровскими войсками в июле 1941 года, освобождена в сентябре 1943 года. 